# Jana Pospíšilová
Jana Rychlá, née Pospíšilová le 23 mars 1970, est une joueuse de tennis tchécoslovaque puis tchèque, professionnelle de la fin des années 1980 à 1998. 
Elle n'a remporté aucun tournoi WTA pendant sa carrière, mais s'est imposée à vingt et une reprises (dont quinze en double) sur le circuit ITF.
En 1988, elle fait partie de l'équipe tchécoslovaque victorieuse en finale de la Coupe de la Fédération contre l'Union Soviétique.

## Palmarès

### Titre en simple dames
Aucun

### Finale en simple dames
| No | Date       | Nom et lieu du tournoi           | Catégorie | Dotation  | Surface    | Vainqueure   | Score    |          |
| -- | ---------- | -------------------------------- | --------- | --------- | ---------- | ------------ | -------- | -------- |
| 1  | 28-11-1988 | Southern Cross Classic, Adélaïde | Tier V    | 100 000 $ | Dur (ext.) | Jana Novotná | 7-5, 6-4 | Parcours |

### Titre en double dames
Aucun

### Finale en double dames
| No | Date       | Nom et lieu du tournoi | Catégorie | Dotation | Surface      | Vainqueures                   | Partenaire    | Score         |          |
| -- | ---------- | ---------------------- | --------- | -------- | ------------ | ----------------------------- | ------------- | ------------- | -------- |
| 1  | 10-09-1990 | Athens Open Athènes    | Tier V    | 75 000 $ | Terre (ext.) | Laura Garrone Karin Kschwendt | Leona Lásková | 6-0, 1-6, 7-6 | Parcours |

## Parcours en Grand Chelem

### En simple dames
| Année | Open d'Australie | Open d'Australie | Internationaux de France | Internationaux de France | Wimbledon       | Wimbledon         | US Open         | US Open         |
| ----- | ---------------- | ---------------- | ------------------------ | ------------------------ | --------------- | ----------------- | --------------- | --------------- |
| 1988  | -                | -                | 2e tour (1/32)           | Sandra Cecchini          | -               | -                 | -               | -               |
| 1989  | -                | -                | 2e tour (1/32)           | Conchita Martínez        | 1er tour (1/64) | Arantxa Sánchez   | 1er tour (1/64) | Cammy MacGregor |
| 1990  | 2e tour (1/32)   | Gigi Fernández   | 1er tour (1/64)          | Barbara Romano           | 1er tour (1/64) | Angélica Gavaldón | 1er tour (1/64) | Sandra Cecchini |
| 1991  | 1er tour (1/64)  | Maria Ekstrand   | -                        | -                        | -               | -                 | -               | -               |

À droite du résultat, l’ultime adversaire.

### En double dames
| Année | Open d'Australie            | Open d'Australie          | Internationaux de France     | Internationaux de France   | Wimbledon                     | Wimbledon                  | US Open                     | US Open                     |
| ----- | --------------------------- | ------------------------- | ---------------------------- | -------------------------- | ----------------------------- | -------------------------- | --------------------------- | --------------------------- |
| 1988  | -                           | -                         | 2e tour (1/16) R. Zrubáková  | I. Demongeot N. Tauziat    | -                             | -                          | -                           | -                           |
| 1989  | -                           | -                         | 1er tour (1/32) I. Kuczyńska | G. Fernández Lori McNeil   | 1er tour (1/32) I. Kuczyńska  | Patty Fendick Hetherington | 1er tour (1/32) P. Langrová | Laura Garrone Laura Golarsa |
| 1990  | 1er tour (1/32) R. Kordová  | Eva Pfaff Rennae Stubbs   | 1er tour (1/32) Silke Meier  | Beverly Bowes M. Werdel    | 2e tour (1/16) P. Langrová    | Hetherington Robin White   | 1er tour (1/32) P. Langrová | N. Medvedeva Leila Meskhi   |
| 1991  | 1er tour (1/32) P. Langrová | G. Fernández Jana Novotná | 1er tour (1/32) Alison Scott | Linda Wild S. Stafford     | 1er tour (1/32) E. Švíglerová | J. Capriati Mercedes Paz   | -                           | -                           |
| 1992  | -                           | -                         | 1er tour (1/32) J. Hodder    | Hetherington Kathy Rinaldi | 2e tour (1/16) N. van Lottum  | Elise Burgin M. de Swardt  | -                           | -                           |

Sous le résultat, la partenaire ; à droite, l’ultime équipe adverse.

### En double mixte
| Année | Open d'Australie | Open d'Australie | Internationaux de France     | Internationaux de France | Wimbledon                     | Wimbledon                  | US Open | US Open |
| ----- | ---------------- | ---------------- | ---------------------------- | ------------------------ | ----------------------------- | -------------------------- | ------- | ------- |
| 1989  | -                | -                | 2e tour (1/16) Karel Nováček | Elly Hakami M. Bahrami   | 1er tour (1/32) Richard Vogel | Zina Garrison S. Stewart   | -       | -       |
| 1990  | -                | -                | -                            | -                        | 1er tour (1/32) Josef Čihák   | G. Fernández Darren Cahill | -       | -       |

Sous le résultat, le partenaire ; à droite, l’ultime équipe adverse.

## Parcours en Coupe de la Fédération
| #                                                                            | Date       | Lieu      | Surface    | Gagnante(s)                      | Perdante(s)                         | Score          |          |
|                                                                              |            |           |            |                                  |                                     |                |          |
| 1988 - 1er tour (groupe mondial) - Brésil - Tchécoslovaquie - 0 : 3          |            |           |            |                                  |                                     |                |          |
| 1                                                                            | 05/12/1988 | Melbourne |            | Jana Novotná Jana Pospíšilová    | Neige Dias Luciana Tella            | 6-3, 6-2       | Parcours |
|                                                                              |            |           |            |                                  |                                     |                |          |
| 1988 - 2e tour (groupe mondial) - Nouvelle-Zélande - Tchécoslovaquie - 0 : 3 |            |           |            |                                  |                                     |                |          |
| 2                                                                            | 05/12/1988 | Melbourne |            | Jana Novotná Jana Pospíšilová    | Belinda Cordwell Julie Richardson   | 7-61, 7-64     | Parcours |
|                                                                              |            |           |            |                                  |                                     |                |          |
| 1988 - 1/4 de finale (groupe mondial) - Danemark - Tchécoslovaquie - 0 : 3   |            |           |            |                                  |                                     |                |          |
| 3                                                                            | 05/12/1988 | Melbourne |            | Jana Novotná Jana Pospíšilová    | Henriette Kjaer Tine Scheuer-Larsen | 6-3, 6-2       | Parcours |
|                                                                              |            |           |            |                                  |                                     |                |          |
| 1988 - 1/2 finale (groupe mondial) - Tchécoslovaquie - Canada - 3 : 0        |            |           |            |                                  |                                     |                |          |
| 4                                                                            | 05/12/1988 | Melbourne |            | Jana Novotná Jana Pospíšilová    | Helen Kelesi Rene Simpson           | 7-63, 6-2      | Parcours |
|                                                                              |            |           |            |                                  |                                     |                |          |
| 1988 - Finale (groupe mondial) - URSS - Tchécoslovaquie - 1 : 2              |            |           |            |                                  |                                     |                |          |
| 5                                                                            | 04/12/1988 | Melbourne |            | Larisa Savchenko Natasha Zvereva | Jana Pospíšilová Jana Novotná       | 7-65, 7-5      | Parcours |
|                                                                              |            |           |            |                                  |                                     |                |          |
| 1989 - 1er tour (groupe mondial) - Tchécoslovaquie - Belgique - 3 : 0        |            |           |            |                                  |                                     |                |          |
| 6                                                                            | 03/10/1989 | Tokyo     | Dur (ext.) | Jana Pospíšilová Regina Kordová  | Sabine Appelmans C. Van Renterghem  | 7-68, 1-6, 6-3 | Parcours |
|                                                                              |            |           |            |                                  |                                     |                |          |
| 1989 - 2e tour (groupe mondial) - Tchécoslovaquie - Hongrie - 2 : 1          |            |           |            |                                  |                                     |                |          |
| 7                                                                            | 03/10/1989 | Tokyo     | Dur (ext.) | Andrea Noszaly Reeka Szikszay    | Jana Pospíšilová Regina Kordová     | 6-4, 6-4       | Parcours |

## Classements WTA en fin de saison

### En simple
| Année | 1986 | 1987 | 1988 | 1989 | 1990 | 1991 | 1992 | 1993 | 1994 | 1995 | 1996 | 1997 | 1998 |
| Rang  | 525  | 216  | 50   | 71   | 165  | 222  | 222  | 358  | 325  | 420  | 208  | 299  | 720  |

Source : (en) « Classements de Jana Pospíšilová », sur le site officiel du WTA Tour

### En double
| Année | 1986 | 1987 | 1988 | 1989 | 1990 | 1991 | 1992 | 1993 | 1994 | 1995 | 1996 | 1997 | 1998 |
| Rang  | 266  | 221  | 104  | 112  | 101  | 130  | 139  | 214  | 196  | 171  | 264  | 174  | 578  |

Source : (en) « Classements de Jana Pospíšilová », sur le site officiel du WTA Tour